# Károly Szittya
Károly Szittya   (Budapest, 18 de juny de 1918 - Szeged, 9 d'agost de 1983) va ser un waterpolista i entrenador de waterpolo hongarès que va competir durant les dècades de 1940 i 1950.
El 1948 va prendre part en els Jocs Olímpics de Londres, on va guanyar la medalla de plata en la competició de waterpolo. Quatre anys més tard, als Jocs de Hèlsinki, va guanyar la medalla d'or en la mateixa competició.
En el seu palmarès també destaquen quatre lligues hongareses. Posteriorment exercí d'entrenador en diversos clubs nacionals i fins i tot a Cuba.